# Fetcham
Fetcham – wieś w Anglii, w hrabstwie Surrey, w dystrykcie Mole Valley. Leży 29 km na południowy zachód od centrum Londynu. Miejscowość liczy 8300 mieszkańców.